# Ernst von Salomon
Pour les articles homonymes, voir Salomon.
Ernst Friedrich Karl von Salomon est un écrivain allemand né le 25 septembre 1902 à Kiel et mort le 9 août 1972 à Winsen, près de Hambourg.
Il a d'abord été membre des Freikorps dans l'immédiat après-guerre, puis activiste de l'Organisation Consul sous la République de Weimar, avant de se consacrer à l'écriture d'une œuvre essentiellement autobiographique.
Il est devenu une des figures majeures de la Révolution conservatrice, mais il s'est tenu à l'écart de la vie politique sous le Troisième Reich et après la Guerre. Son livre le plus célèbre, Le Questionnaire, paru en 1951, a été le porte-voix d'un sentiment d’exaspération des Allemands face à l'absurdité de l'occupation alliée.

## Biographie
Ernst von Salomon naît le 25 septembre 1902 à Kiel. Il est le fils d'un haut fonctionnaire de police, d'origine huguenote et lorraine, et sa mère est d'origine germano-russe. Sa famille, originaire de Venise pour partie, a obtenu en 1827 la nationalité et un titre de noblesse.

### Le cadet et les corps francs
Il est profondément marqué par sa formation à l'Institut du corps royal des cadets de Karlsruhe, dans lequel il est entré à douze ans pour préparer son intégration dans le corps des Cadets de l'empereur.
Il se rapproche des milieux nationalistes après la défaite de 1918, puis von Salomon est l'un des premiers élèves officiers à répondre à l'appel de Gustav Noske pour former des associations volontaires dites Freikorps en janvier 1919. Il s'engage ainsi dans la division du Général Maercker. Il croit alors à la nécessité de prendre les armes contre la « menace spartakiste » pour protéger l'État contre les aspirations internationalistes des Bolcheviks. 
Il  rejoint les corps francs, qui le mèneront dans les pays baltes en 1919, avec le capitaine Liebermann, en Prusse-Orientale et en Haute-Silésie en 1921, avec le Freikorps Wolf, au sein des corps francs de la Baltique.
Au retour de ces équipées, von Salomon reste en contact avec ses camarades. Pour gagner sa vie, il devient employé dans les assurances, puis banquier. Il ouvre une baraque de change, à une époque où celles-ci étaient nombreuses dans l’Allemagne inflationniste, et, feignant de demander par téléphone des renseignements sur le cours des valeurs étrangères, verse à des clients peu informés et ravis une somme inférieure à la valeur réelle de la monnaie qui lui était offerte.

### Le complice dans l'attentat contre Rathenau
À cette époque, de multiples groupes de conspirateurs nationalistes existent en Allemagne. Von Salomon entre dans dix-huit de ces groupes organisés le plus souvent en associations d'anciens combattants. C'est de l’une d’entre elles qu’émergera Adolf Hitler.
L'organisation Consul, à laquelle appartient von Salomon, organise un attentat qui coûte la vie au ministre des affaires étrangères Walter Rathenau le 24 juin 1922. Von Salomon est arrêté pour complicité d'assassinat. Il est condamné une première fois à cinq ans de réclusion pour sa participation à l'assassinat de Rathenau, puis à trois ans de prison pour coups et blessures, avec confusion des peines ; mais une amnistie le libère à la fin de l'année 1927.
Dans Les Réprouvés, il expose les raisons qu'avaient les nationalistes de tuer Rathenau. Celui-ci avait pris son parti de la défaite de 1918, du Traité de Versailles et des servitudes imposée à l'Allemagne ; il pensait que l'Allemagne ne pourrait se reconstituer que par une stricte observance de toutes les clauses des traités internationaux qu'elle venait de signer, en obtenant de ce qui s'appelait la Société des Nations, une sorte de certificat de bonne vie et mœurs. Dès lors, Rathenau incarnait tout à la fois la défaite, l'impuissance et la résignation. Mais von Salomon conteste le fait que l'antisémitisme ait joué le moindre rôle dans cet assassinat. 
Après sa sortie de prison, il épouse en 1927 à Berlin son amour de jeunesse, Liselotte Wölbert, avec qui il s'était fiancé en 1923. Mais il s'en détache peu à peu au cours des années, jusqu'à leur séparation en 1945.

### Le révolutionnaire conservateur
Il s'engage alors dans la Révolution conservatrice, tout en ayant des contacts avec le nationalisme révolutionnaire de Friedrich Hielscher, opposé au national-socialisme, et publie des articles dans la presse de ces mouvements. Il suscite l'intérêt de Paul Fechter (de) qui l'évoque, en avril 1928, dans son billet de la Deutsche Allgemeine Zeitung.
Il poursuit le combat politique sur d'autres terrains, en prenant part notamment au mouvement des paysans dans la région du Schleswig-Holstein en 1929, au côté de son frère Bruno, ce qui lui vaut d'être encore emprisonné pour quatre mois à la prison de Moabit. Il en profite pour mettre la dernière main à son premier livre autobiographique, Les Réprouvés, qui traite de la période 1918-1927 et qui est publiée par Ernst Rowohlt (Rowohlt-Verlag). Il publie un autre livre de souvenirs, Les Cadets, en 1933. Ces deux livres rencontrent alors un grand succès, contrairement à La Ville (1932), qu'il considérait pourtant comme l'un de ses meilleurs textes.

### Le scénariste à la UFA
À leur arrivée au pouvoir, les nazis l'emprisonnent quelques jours avec Hans Fallada, puis le libèrent. Eu égard à son passé de combattant nationaliste, ils lui offrent des honneurs qu'il refuse. Durant cette période, il écrit des scénarios pour la UFA, la grande société de production cinématographique allemande, en s'abstenant de tout engagement politique. Il vit de 1940 jusqu'à la fin de la guerre dans le village de Siegsdorf en Haute-Bavière, avec sa compagne d'alors, Ille Gotthelft, qui est juive.

### L'écrivain de la maturité
Après la défaite de l'Allemagne en 1945, il est interné le 11 juin 1945 dans un camp américain avec Ille Gotthelf pendant quelques mois, les Américains du CIC le soupçonnant d'avoir été nazi. Ille Gotthelft est libérée en mars 1946, mais lui ne l'est que le 5 septembre 1946. L'accusation de nazisme est alors considérée comme « erronée » (erroneous arrestees), même si le film Carl Peters (1941), à la rédaction duquel il a participé, est interdit par les autorités britanniques en raison de son caractère « anti-anglais ».
Salomon continue à travailler pour le cinéma et s'attache à défendre la mémoire allemande tout en affichant des positions pacifistes, comme à la conférence de Tokyo contre la bombe atomique en 1961, à l'issue de laquelle il obtient la plus haute distinction japonaise pour la paix, La Chaîne des Mille Grues.
Son livre publié en 1951, Le Questionnaire, qui tourne en dérision la dénazification, rencontre un grand succès. Il devient un des premiers succès de librairie allemands puisqu'il est vendu à plus de 250 000 exemplaires. Une adaptation allemande du livre est tournée en 1985 par la Norddeutsche Rundfunk, avec Heinz Hoenig dans le rôle de von Salomon.

## Œuvre
Son œuvre, principalement autobiographique, dépeint avec un mélange d'ironie et de cynisme la société allemande en décomposition, prise entre des spasmes nationalistes et communistes et l'amertume de la défaite de 1918. Ces convulsions de l'Allemagne du premier après-guerre apparaissent dans ses principaux romans : Les Réprouvés (Die Geächteten, 1930), La Ville (Die Stadt, 1932) et Les Cadets (Die Kadetten, 1933). Il est aussi l'auteur d'un essai sur l'esprit des corps francs, Histoire proche (Nahe Geschichte, 1936) et de L'Épopée des Corps Francs (Das Buch vom deutschen Freikorpskämpfer, Berlin, 1938).
Les Réprouvés, paru en 1930, revient sur les frustrations d'une jeunesse allemande à la suite de la défaite de 1918. Von Salomon y raconte successivement son engagement dans les Freikorps en Baltique, le putsch de Kapp, l'Organisation Consul, et son emprisonnement pour complicité dans l'assassinat du ministre Rathenau. 
Son livre le plus célèbre demeure Der Fragebogen (de) (Le Questionnaire), publié en 1951, dans lequel il conte notamment l'expérience de son internement dans un camp américain en Allemagne entre 1945 et 1946. Le titre du livre fait référence au document comprenant 131 questions auxquelles tout citoyen allemand dut répondre pour établir ses éventuels liens avec le régime nazi (le cas le plus emblématique fut celui du chef d'orchestre Wilhelm Furtwängler). Le Questionnaire rencontra un vif succès, révélant ainsi la persistance d'un traumatisme chez les Allemands.
Le Destin de A. D. paraît en 1960, La Belle Wilhelmine en 1965.
Très tôt admiré en France, notamment par Pierre Drieu la Rochelle, Ernst von Salomon a écrit des ouvrages qui restent une référence dans la culture de la droite nationaliste (mais pas seulement). Alain de Benoist, qui lui a consacré une notice assez longue dans son livre Vu de droite, le rattache au mouvement de la Révolution conservatrice.
Son importance littéraire a aussi été reconnue par Roger Stéphane, qui le compare dans Portrait de l'aventurier (1986) à T.E. Lawrence et à André Malraux, et par Marcel Schneider, qui le rapproche de Jünger (L'Ombre perdue de l'Allemagne). 
Outre les premières éditions, ses livres sont parus en français au Livre de poche en 1966, en 10/18 en 1986 et dans la collection L'Imaginaire chez Gallimard plus récemment.

### Autobiographies, récits, romans, essais
- Die Geächteten, Berlin, 1930 Les Réprouvés, traduit par Andhrée Vaillant et Jean Kuckenburg, Paris, Plon, coll. « Feux croisés », 1931 ; réédition, Paris, Bartillat, 2007  (ISBN 978-2-84100-408-9) ; réédition avec une préface de Michel Tournier, Paris, Bartillat, coll. « Omnia : littérature », 2011  (ISBN 978-2-84100-488-1) ; réédition avec une préface de Michel Tournier, Paris, Bartillat, coll. « Omnia. Poche », 2016  (ISBN 978-2-84100-607-6)
- Die Stadt, Berlin, 1932 La Ville, traduit par Norbert Guterman, Paris, Gallimard, 1933 ; réédition, Paris, Gallimard, coll. « L'Imaginaire » no 172, 1986  (ISBN 2-07-070766-0)
- Die Kadetten, Berlin, 1933 Les Cadets, traduit par Edmond Lutrand et Ève Dessarre, Paris, Corrêa, 1953 ; réédition, Paris Bartillat, 2008  (ISBN 978-2-84100-434-8)
- Nahe Geschichte, Berlin, 1936 Histoire proche : essai sur l'esprit corps-franc, traduit par Sabine Thurek, Paris, Éditions du Porte-glaive, 1987  (ISBN 2-906468-05-3)
- Das Buch vom deutschen Freikorpskämpfer, Berlin 1938 L'Épopée des Corps francs, traduit par Irène Lauzier-Bourdin, Paris, Éditions de l'Homme libre, 2008
- Boche in Frankreich, Hambourg, 1950
- Der Fragebogen, Hambourg, 1951 Le Questionnaire, traduit par Guido Meister, Paris, Gallimard, coll. « Du monde entier », 1953 ; réédition, Paris, Gallimard, coll. « L'Imaginaire » no 681, 2016  (ISBN 978-2-07-077026-7)
- Préface à Richard Scheringer, Das große Los, Hamburg 1959
- Das Schicksal des A.D., Hambourg, 1960 Le Destin de A.D. : un homme dans l'ombre de l'histoire, traduit par Guido Meister, Paris, Gallimard, coll. « Du monde entier », 1963 ; réédition, Paris, Gallimard, coll. « L'Imaginaire » no 471, 2002  (ISBN 2-07-076804-X)
- Die schöne Wilhelmine, Hambourg, 1965 La Belle Wilhelmine, traduit par Marie-Louise Ponty, Paris, Gallimard, coll. « Le livre du jour », 1967
- Glück in Frankreich, Hambourg, 1966
- Deutschland. Städte und Landschaften, aus dem Flugzeug gesehen, Cologne, 1967
- Deutschland deine Schleswig-Holsteiner, Hambourg, 1971
- Die Kette der tausend Kraniche, Hambourg, 1972
- Der tote Preuße, Darmstadt, 1973

### Scénarios
- Kautschuk/Die Grüne Hölle (1938)
- Sensationsprozess Casilla (1939)
- Kongo-Express (1939)
- Carl Peters (1941)
- Der dunkle Tag (1943)
- Der unendliche Weg (1943)
- Die Unheimliche Wandlung des Axel Roscher (1943)
- Frech und verliebt (1948)
- Münchnerinnen (1949)
- Das Gesetz der Liebe (1949)
- 08/15 (1954)
- 08/15 - Im Krieg (1955)
- 08/15 - In der Heimat (1955)
- Geliebte Corinna (1956)
- Liane, das Mädchen aus dem Urwald (Liane la sauvageonne, 1956)
- Liane, die weiße Sklavin (1957)
- Soldatensender Calais (1960)